# Hypocometa styphla
Hypocometa styphla är en fjärilsart som beskrevs av Louis Beethoven Prout. Hypocometa styphla ingår i släktet Hypocometa och familjen mätare. Inga underarter finns listade i Catalogue of Life.